# Jean-Jacques N'Domba
Jean-Jacques N'Domba (Pointe-Noire, 12 gennaio 1954 – Troyes, 15 ottobre 2024) è stato un calciatore congolese (Repubblica del Congo), di ruolo attaccante.